# Andrejs Kovaļovs
Andrejs Kovaļovs, né le 23 mars 1989, est un footballeur letton évoluant actuellement au poste de milieu de terrain au FK Jelgava.

## Biographie

### En club
Andrejs Kovaļovs commence à jouer au football à l'âge de 7 ans dans les équipes juniors du FC Daugava, où il signe pro en 2007 ; jouant son premier match le 27 octobre 2007 contre l'Olimps Riga. Il joue deux matches lors de sa première saison avec le club, et un seul uniquement lors de la saison suivante. Pour son premier match de la saison 2009 (contre le FC Tranzit), il marque un but.
La saison suivante, il devient titulaire, et joue par conséquent son premier match de Coupe, le 2 avril 2010 contre le Liepājas Metalurgs. Le 26 septembre 2010, dans un match de coupe face au FC Salapils, il offre une passé décisive à Mamuka Gongadze, et inscrit un doublé.
En juin et juillet 2011, il joue ses premiers matches de Ligue Europa, contre le club norvégien du Tromsø IL. En 2012, il termine champion de Virslīga. Il marque son premier but européen le 5 juillet 2012 contre le Sūduva Marijampolė.
En mars 2013, il réalise un match d'essai avec le Levante UD contre le Rubin Kazan, mais le club espagnol ne le recrute finalement pas, malgré un doublé du joueur letton. Lors de la saison 2013, Andrejs Kovaļovs explose, terminant meilleur buteur du championnat ex æquo avec Artūrs Karašausks avec 16 buts marqués, dont deux triplés, tous deux contre l'Ilūkstes NSS. Il a notamment été nommé meilleur joueur du championnat letton du mois en juin 2013, et fait partie en fin de saison de l'équipe-type du championnat. En juin 2013, il joue les deux matchs du FC Daugava en Ligue des champions face à l'IF Elfsborg,.
Fin 2013, il s'apprête à rejoindre le Jagiellonia Białystok, en Pologne, mais le transfert n'est finalement pas réalisé. Andrejs Kovaļovs rejoint alors en février 2014 le club moldave du Dacia Chișinău, avec un contrat le liant au club jusqu'en 2016. Il joue son premier match sous ses nouvelles couleurs le 1er mars 2014 contre le FC Milsami, et marque un but.

### Sélection nationale
Andrejs Kovaļovs joue pour la première fois avec la Lettonie le 17 novembre 2010 contre la Chine.
En 2014, il remporte avec la sélection lettone la Coupe baltique 2014.
| Matches internationaux d'Andrejs Kovaļovs | Matches internationaux d'Andrejs Kovaļovs | Matches internationaux d'Andrejs Kovaļovs | Matches internationaux d'Andrejs Kovaļovs | Matches internationaux d'Andrejs Kovaļovs | Matches internationaux d'Andrejs Kovaļovs | Matches internationaux d'Andrejs Kovaļovs |
| Sélections                                | Date                                      | Lieu                                      | Adversaire                                | Résultat                                  | Compétition                               |                                           |
| ----------------------------------------- | ----------------------------------------- | ----------------------------------------- | ----------------------------------------- | ----------------------------------------- | ----------------------------------------- | ----------------------------------------- |
| 1.                                        | 17 novembre 2010                          | Stade national de Pékin, Pékin, Chine     | Chine                                     | 1 - 0                                     | Match amical                              |                                           |
| 2.                                        | 10 août 2011                              | Skonto stadions, Riga, Lettonie           | Finlande                                  | 0 - 2                                     | Match amical                              |                                           |
| 3.                                        | 14 août 2013                              | A. Le Coq Arena, Tallinn, Estonie         | Estonie                                   | 1 - 1                                     | Match amical                              |                                           |
| 4.                                        | 11 octobre 2013                           | LFF Stadium, Vilnius, Lituanie            | Lituanie                                  | 2 - 0                                     | Éliminatoires du Mondial 2014             |                                           |
| 5.                                        | 15 octobre 2013                           | Skonto stadions, Riga, Lettonie           | Slovaquie                                 | 2 - 2                                     | Éliminatoires du Mondial 2014             |                                           |
| 6.                                        | 29 mai 2014                               | Stade Daugava, Riga, Lettonie             | Estonie                                   | 0 - 0 (tàb: 4 - 3)                        | Coupe baltique 2014                       |                                           |
| 7.                                        | 31 mai 2014                               | Stade Daugava, Riga, Lettonie             | Lituanie                                  | 1 - 0                                     | Coupe baltique 2014                       |                                           |
| 8.                                        | 3 septembre 2014                          | Skonto stadions, Riga, Lettonie           | Arménie                                   | 2 - 0                                     | Match amical                              |                                           |
| 9.                                        | 9 septembre 2014                          | Astana Arena, Astana, Kazakhstan          | Kazakhstan                                | 0 - 0                                     | Éliminatoires de l'Euro 2016              |                                           |
| 10.                                       | 10 octobre 2014                           | Skonto stadions, Riga, Lettonie           | Islande                                   | 0 - 3                                     | Éliminatoires de l'Euro 2016              |                                           |

## Palmarès
- Champion de Lettonie en 2012 avec le FC Daugava
- Vainqueur de la Coupe baltique en 2014 avec la sélection lettone
- Vainqueur de la Coupe de Lettonie en 2016

### Distinctions individuelles
- Élu meilleur joueur du championnat letton en juin 2013
- Meilleur buteur du championnat letton en 2013 avec 16 buts.
- Nommé dans l'équipe-type de la saison du championnat letton en 2013